# Robert Morgan (componist)
Robert Morgan (Houston, 31 juli 1941) is een Amerikaans componist, muziekpedagoog, dirigent, pianist, trompettist en trombonist.

## Levensloop
Morgan studeerde bij Samuel Adler aan de Universiteit van Noord-Texas (UNT) in Denton en behaalde zijn Bachelor of Music in 1963 alsook zijn Master of Music in 1965. Aldaar speelde hij zowel trompet als trombone in de zogenoemde One O'Clock Lab Band van de Universiteit van Noord-Texas. Zijn studies voltooide hij aan de Universiteit van Illinois te Urbana-Champaign in Urbana bij Gordon Binkerd, Thomas Fredrickson en Morgan Powell en promoveerde tot Doctor of Music Arts in compositie in 1973. Aan deze universiteit speelde hij piano in de Illinois Jazz Band. Zijn eerste composities werden aan beide universiteiten gespeeld en zelfs op plaat opgenomen door de One O’Clock Lab Band aan de UNT, de Illinois Jazz Band en de Chicago’s Jazz Members Big Band. 
Morgan werd docent en later directeur van het jazzprogramma aan de Sam Houston State University in Huntsville en vanaf 1976 directeur voor jazzstudies aan de Houston’s High School for Performing and Visual Arts (HSPVA). De jazzstudies aan dit instituut werden door het door hem gecreëerde stimulatie-model en de succesrijke training van jonge jazzstudenten in de hele Verenigde Staten bekend. In de loop van de jaren werden rond 80 van zijn studenten geselecteerd om mee te spelen in het Texas All-State Jazz Ensemble. Tot zijn leerlingen behoorden Derrick Freeman (drums), Rex Gregory (saxofoon), Jesse McBride (piano) en James Westfall (vibrafoon/piano), die nu al in Louisiana professioneel werken. Andere leerlingen, zoals de slagwerkers Eric Harland, Kendrick Scott, Chris Dave, Michael Carvin en Jamire Williams, de tenorsaxofonist Billy Harper, de trombonisten Corey King en Ku-umba Frank Lacy, de gitaristen Mike Moreno en Melvin Sparks, de pianisten Robert Glasper en Helen Sung, de trompettisten Leron Thomas, Tex Allen en Brandon Lee, de bassisten Burniss Earl Travis, Mark Kelley en Marcos Varela werken nu in New York, Los Angeles, Chicago, Nashville en Houston. In 1999 werd Morgan gepensioneerd.
Als dirigent was hij verbonden aan All-State jazz ensembles in de staten Georgia, Louisiana, Missouri en Wisconsin en twee keer was hij gekozen als dirigent van het Texas Community College All-State Jazz Ensemble. 
Als componist schreef hij vele werken voor jazzensembles, maar ook voor andere genres zoals voor harmonieorkest.

## Composities

### Werken voor orkest
- 1965 Sinfonietta

### Werken voor harmonieorkest
- 1964 Anadge
- 1966 Introduction, Allegro, and Dirge, voor koperensemble en slagwerk
- 1968 Collection
- 1968 Market Square
- 1968 Requiescat in Pace/Elegia
- 1969 Variations on a chorale theme
- 1971 Threshold

### Vocale muziek

#### Werken voor koor
- 1964 Take no thought, voor gemengd koor met koperensemble en orgel

### Kamermuziek
- 1963 Trio, voor houtblazers
- 1964 Sonatine, voor dwarsfluit en piano
- 1965 4 Statements on a row by Webern, voor vijf blazers, altviool, cello en marimba (of celesta)
- 1967 Poems, voor dwarsfluit en gitaar

### Filmmuziek
- 1969 More than a state of mind